# Marquesado de Valmediano
El marquesado de Valmediano es un título nobiliario español de carácter hereditario concedido por Carlos II de España el 1 de diciembre de 1692 a Tomás Isidro de Chiriboga y Mendoza, gentilhombre de cámara del rey.
En el siglo XV se incorporó al ducado del Infantado, siendo su actual propietario Iván de Arteaga y del Alcázar.

## Historia de los marqueses de Valmediano
- Tomás Isidro de Chiriboga y Mendoza, I marqués de Valmediano, VIII señor de Fresno de Torote, gentilhombre de la cámara de Carlos II.[2] Era hijo de Juan Jacinto de Chiriboga Córdoba y Aragón y de María Magdalena Hurtado de Mendoza y Mendoza, VII señora de Fresno de Torote.[2] Sin descendencia, sucedió su sobrino, hijo de su hermana Isabel de Chiriboga y Hurtado de Mendoza y de su esposo Juan Antonio de Arteaga-Lazcano, caballero de la Orden de Santiago, maestre de campo, gobernador de Orán, XIX señor de la Casa de Lazcano, de Corres, Contrasta, Torre de Cuzcurrutilla y del valle de Arana:[2]

- Juan Raimundo de Arteaga y Lazcano (Villafranca de Oria, 1 de septiembre de 1677-20 de abril de 1761), II marqués de Valmediano,[3]  IX señor de Fresno de Torote, sucediendo a su tío, XX señor de la Casa de Lazcano, de los otros estados de su padre, etc.

Casó el 2 de julio de 1703, en Bilbao, con María Josefa Francisca Bibiana de Basurto y Castaños, señora de la casa de Basurto y Torre de Echevarría en Vizcaya. Sucedió su hijo:
- Joaquín José de Arteaga-Lazcano Mendoza de Basurto-Castaños (baut. Villafranca de Oria, 23 de mayo de 1706-Villafranca de Oria, 19 de junio de 1784), III marqués de Valmediano,[4] XXI señor de la Casa de Lazcano en la que recibió la GE de segunda clase por real merced de Carlos III de 23 de abril de 1780 y real despacho de 31 de agosto de 1780,[4] y señor de la casa de Basurto-Bengoa.[4] Pleiteó, como su padre, por la titularidad del ducado del Infantado.

Casó el 6 de enero de 1744, en Estella, con María Micaela de Idiáquez y Aznárez de Garro, hija de Antonio Francisco de Idiáquez, II  duque de Granada de Ega y de su esposa María Isabel Eufrasia Aznárez de Sada-Garro, V condesa de Javier, VIII marquesa de Cortes, XIII vizcondesa de Zolina y XIII vizcondesa de Muruzábal. Sucedió su hijo:
- Ignacio Ciro de Arteaga-Lazcano e Idiáquez (Estella, 1 de junio de 1748-Madrid, 15 de julio de 1817), IV marqués de Valmediano,[4] XXII señor de la Casa de Lazcano, I conde de Corres (1773), señor de la casa de Basurto-Bengoa, caballero de la Orden del Toisón de Oro, de la Orden de Carlos III, gentilhombre de cámara, sumiller de corps y alférez mayor de Toledo.[4]

Casó el 26 de junio de 1773, en Madrid, con María Ana Palafox Rebolledo y Silva, hija de Fausto Francisco Palafox Pérez de Guzmán el Bueno, VII marqués de Ariza, VII marqués de Armunia, V conde de Santa Eufemia, X marqués de la Guardia, IX marqués de Estepa, VII conde de la Monclova, X marqués de Guadalest, etc., y de su primera esposa, María Teresa de Silva-Bazán y Sarmiento Dávila. Sucedió su hijo:
- Andrés Avelino de Arteaga Lazcano y Palafox (baut. 10 de noviembre de 1780-5 de febrero de 1864), V marqués de Valmediano,[4]   X marqués de Armunia,[8] X marqués de Ariza, XI marqués de Estepa,[9] II conde de Corres, XI conde de Santa Eufemia, IX conde de la Monclova, XIII marqués de Guadalest, prócer del reino, senador por derecho propio y caballerizo mayor honorario de la reina Isabel II.[4]

Casó el 3 de febrero de 1804, en Aranjuez, con Joaquina de Carvajal y Manrique de Lara, hija de Mariano José de Carvajal-Vargas y Brun, conde de Castillejo, VIII conde del Puerto. Sucedió su único hijo:
- Andrés Avelino de Arteaga-Lazcano y Carvajal-Vargas (Lazcano, 22 de julio de 1807-29 de diciembre de 1850), VI marqués de Valmediano por cesión paterna,[4] y III conde de Corres.[4]

Casó en 1829 con María Fernanda Manuela de Silva y Téllez-Girón.  Sucedió su hijo:
- Andrés Avelino de Arteaga y Silva (baut. Madrid, 12 de julio de 1833-Madrid, 15 de junio de 1910), VII marqués de Valmediano, XI marqués de Armunia,[10] XVI duque del Infantado, XI marqués de Ariza, XVII marqués de Santillana, XIV marqués de La Guardia,  XII marqués de Estepa, XVI marqués de Argüeso, XIV marqués de Cea, XIX conde de Saldaña (por rehabilitación a su favor en 1893), XVI conde del Real de Manzanares, conde de Corres, XII conde de Santa Eufemia, X conde de la Monclova.[10]

Casó el 27 de diciembre de 1866, en la iglesia de San Sebastián, Madrid, con María de Belén Echagüe y Méndez de Vigo (1883-1907) hija de Rafael Echagüe y Bermingham, I conde del Serrallo, y de Mercedes Méndez de Vigo y Osorio. Le sucedió su hijo:
- Joaquín Ignacio de Arteaga y Echagüe Silva y Méndez de Vigo, (San Sebastián, 5 de agosto de 1870-3 de enero de 1947), VIII marqués de Valmediano,[13] XII marqués de Armunia,[13] XVII duque del Infantado, XII marqués de Ariza, XIV marqués de Estepa, XVIII marqués de Santillana, X marqués de Laula (por rehabilitación a su favor en 1913), IX marqués de Monte de Vay (por rehabilitación en 1913), XII marqués de Vivola, XV marqués de Cea, XII marqués de la Eliseda (por rehabilitación a su favor en 1921), V conde de Corres, XI conde de la Monclova, XIII conde de Santa Eufemia, XVIII conde del Real de Manzanares, XXV conde de Saldaña, XV conde del Cid, XXIII señor de la Casa de Lazcano.[13]

Casó el 8 de noviembre de 1894, en Madrid, con Isabel Falguera y Moreno, III condesa de Santiago. Le sucedió su hijo:
- Íñigo de Loyola de Arteaga y Falguera (1905-Marbella, 19 de marzo de 1997), IX marqués de Valmediano,[15] XIII marqués de Armunia,[15] XIV duque de Francavilla (rehabilitado a su favor en 1921), XVIII duque del Infantado, XIII marqués de Ariza, XIV marqués de Estepa, XIX marqués de Santillana, XVI marqués de Cea, X marqués de Monte de Vay, XI marqués de Vivola, XIX conde del Real de Manzanares, XIV conde de Santa Eufemia, XII conde de la Monclova, VI conde del Serrallo, VI conde de Corres, XXVI conde de Saldaña, XVII conde del Cid, IV conde de Santiago, XV señor de la Casa de Lazcano y teniente general.[15]

Casó en primeras nupcias el 26 de julio de 1940 con Ana Rosa Martín y Santiago-Concha (m. 1953). Contrajo un segundo matrimonio el 27 de junio de 1959 con  María Cristina de Salamanca y Caro, VII condesa de Zaldívar. Le sucedió, de su primer matrimonio, su hijo:
- Íñigo de Arteaga y Martín (8 de octubre de 1941-9 de junio de 2018), X marqués de Valmediano,[15] XIV marqués de Armunia, XIX duque del Infantado, XX marqués de Santillana, XIV marqués de Ariza, XVII marqués de Cea, XXVII y XXIX conde de Saldaña,[15] XX conde del Real de Manzanares, XIII conde de la Monclova, IX conde de Corres, V conde de Santiago, XIII marqués de Laula, señor de la Casa de Lazcano. Almirante de Aragón.[15]

Casó en primeras nupcias con María de la Almudena del Alcázar y Armada, hija de Juan Bautista del Alcázar y de la Victoria, VII conde de los Acevedos y de Rafaela Armada y Ulloa, hija del VII conde de Revilla Gigedo, y en segundas con Carmen Castelo Bereguiain. Le sucedió su hijo del primer matrimonio:
- Iván de Arteaga y del Alcázar, XI marqués de Valmediano,[17][16] XV marqués de Armunia[16] y XV marqués de Ariza, grande de España.